# 李玉良 (1949年)
李玉良（1949年10月—），男，山东高密人，生于青岛，中华人民共和国无机化学家，黑龙江大学特聘教授。他也是山东大学前沿交叉科学青岛研究院物质创制与能量转换科学研究中心主任。因其研究团队在全球首次成功合成二维碳石墨炔而知名。

## 生平
1975年毕业于北京化工学院二系。现任中国科学院化学研究所研究员。2015年当选为中国科学院院士。2016年，被聘为黑龙江大学特聘教授。现为山东大学讲席教授，担任山东大学前沿交叉科学青岛研究院物质创制与能量转换科学研究中心主任。